# Neopachystola mamillata
Neopachystola mamillata är en skalbaggsart som först beskrevs av Johan Wilhelm Dalman 1817.  Neopachystola mamillata ingår i släktet Neopachystola, och familjen långhorningar.
Artens utbredningsområde är:
- Angola.
- Gabon.
- Sierra Leone.

Inga underarter finns listade.